# Apamea chalybaeata
Apamea chalybaeata là một loài bướm đêm trong họ Noctuidae.